# Đầu tư tài chính
Đầu tư tài chính là một hình thức đầu tư chủ yếu thông qua hình thức mua chứng khoán (chứng khoán vốn - cổ phiếu hoặc chứng khoán nợ - trái phiếu) hoặc các công cụ tài chính khác. Nhà đầu tư tài chính thông thường nhắm vào mục đích mua và bán chứ ít khi làm tăng giá trị thực của công ty mà họ đầu tư vào. Đây còn là hoạt động sử dụng vốn nhàn rỗi với mục tiêu tìm kiếm lợi nhuận, gia tăng giá trị vốn đầu tư ban đầu với chiến lược lâu dài, chủ yếu mua chứng khoán, trái phiếu hoặc các công cụ tài chính.

## Hình thức
- Góp vốn (mua cổ phần) thành lập doanh nghiệp mới
- Mua/bán chứng khoán (cổ phiếu, trái phiếu, các giấy tờ có giá)
- Mua lại cổ phần/phần vốn, sáp nhập doanh nghiệp.

## Các định chế
- Các ngân hàng đầu tư
- Các quỹ đầu tư, công ty chứng khoán
- Các cá nhân, tổ chức kinh doanh chứng khoán